# Преступная мать
«Преступная мать, или Второй Тартюф» (фр. L’Autre Tartuffe, ou la Mère coupable) — драма в пяти актах французского драматурга Пьера Бомарше. Пьеса является последней в драматургической трилогии Бомарше о Фигаро. Сам автор говорил, что входящие в эту трилогию пьесы «Севильский цирюльник» и «Женитьба Фигаро» были написаны только ради того, чтобы подготовить появление этой финальной драмы, представившей основных героев в возрасте сожалений.

## История создания и постановки
Замысел пьесы относится к началу 1780-х годов. В 1784 году Бомарше упоминает в письме к барону де Бретей о том, что работает над пьесой «которая заставит пролить слезы всех чувствительных женщин». Окончательный её вариант был написан в 1789—1790 годах, закончена в январе 1791 года. Перед тем как предложить пьесу театру Бомарше устроил её чтения в свете.
Первоначально предполагалось, что она будет поставлена в «Комеди Франсез», но эта постановка не состоялась в основном по финансовым причинам связанным с авторскими правами. Премьера пьесы состоялась 6 июня 1792 года в Париже в небольшом театре Марэ, который был ранее создан при финансовом участии Бомарше, но провалилась. На последующих представлениях пьеса была принята значительно лучше. Всего состоялось пятнадцать представлений, последнее — 5 августа того же года. Композитор Андре Гретри предложил Бомарше написать оперу по мотивам пьесы, но этот замысел не был реализован.
Пьеса была возобновлена в мае 1797 года в «Комеди Франсез», по поводу чего Бомарше отмечал в письме к одному критику: «Я проработал двадцать лет, создавая [эту] запутанную интригу». Оставалась она в репертуаре этого театра до 1850 года.
Биограф Бомарше французский писатель Ф. Грандель, отмечая что драматург намеренно взял из пьесы Мольера «Тартюф» «Одну или две ситуации, отнюдь, разумеется, этого не маскируя; у обеих пьес похожая развязка — внезапная. Только это и роднит „Преступную мать“ с Мольером, не так уж много» писал:
„Преступная мать“ была первой настоящей мелодрамой. Автор нашёл здесь сценические аксессуары, без которых театр не сможет обойтись на протяжении почти всего XIX века — хотя бы пресловутый ларец с двойным дном. Когда героям „Преступной матери“ нужно написать письмо, они, ничтоже сумняшеся, макают перо в собственную кровь. Женщины тут падают в обмороки и приходят в сознание после того, как им дадут понюхать соли или выпить „капли“.
По словам Бомарше комедийная интрига в этой нравоучительной пьесе растворена в возвышенном стиле драмы, которая представляет собой картину внутренних распрей, раздирающих многие семьи:
Между тем действие моей пьесы происходит спустя двадцать лет после того, как ошибки были совершены, то есть когда страсти уже прошли, когда самих предметов страсти уже не существует и лишь следы почти забытых душевных потрясений всё ещё тяготеют над супружеской жизнью и над судьбой двух несчастных детей, которые понятия не имеют о семейной драме и в то же время являются её жертвами. Именно в этих чрезвычайных обстоятельствах и черпает всю свою силу мораль: она является предостережением для тех юных особ из благородных семей, которые редко заглядывают в будущее и которым угрожает не столько порок, сколько нравственное заблуждение. Вот какова цель моей драмы.— Бомарше. Несколько слов о «Преступной матери».

## Действующие лица
Граф Альмавива — испанский вельможа.
Графиня Альмавива — жена графа Альмавивы.
Кавалер Леон — их сын.
Флорестина — воспитанница и крестница графа Альмавивы.
Господин Бежарс — ирландец, майор испанской пехоты, исполнявший обязанности секретаря при графе, когда тот был послом.
Фигаро — камердинер, лекарь и доверенное лицо графа Альмавивы.
Сюзанна — первая камеристка графини, жена Фигаро.
Господин Фаль — нотариус.
Вильгельм — немец, слуга майора Бежарса.

## Сюжет
Действие происходит в Париже, в доме, который занимает граф Альмавива со своей семьей, в конце 1790 года.
В доме и семейных делах графа Альмавивы, после того, как его беспутный старший сын погиб из-за карточной ссоры, царит мрачная атмосфера. Граф всё время угрюм и вымещает своё плохое настроение на окружающих: Леона, младшего сына, он ненавидит, а свою жену Розину едва терпит. Кроме того, мысли графа заняты деловыми вопросами, так как он спешно собирается произвести обмен всех своих земельных владений (получить по разрешению короля земли во Франции, отдав свои испанские поместья). По мнению Фигаро, во многих семейных несчастьях виноват Бежарс — коварный ирландец, состоявший при графе секретарём, когда тот исполнял обязанности посла в нескольких миссиях. Этот интриган сумел заманить графа «из тихой и мирной Испании» во Францию, «где всё перевернуто вверх дном», с коварным замыслом жениться на Флорестине (воспитаннице семьи) и таким образом прибрать к рукам состояние графа, воспользовавшись неладами между мужем и женой. Фигаро и Сюзанна договариваются противодействовать его планам, жена Фигаро должна войти в доверие к этому «Оноре-Тартюфу» и докладывать ему о действиях и планах интригана, в связи с чем они инсценируют ссору между собой. 

## В музыке
По мотивам пьесы французский композитор Дариус Мийо написал оперу в трёх актах «Виновная мать» (1964). Американский композитор Джон Корильяно, опираясь на сюжет драмы, написал оперу «Призраки Версаля» (1987).